# Pterogorgia turgida
Pterogorgia turgida is een zachte koraalsoort uit de familie Gorgoniidae. De koraalsoort komt uit het geslacht Pterogorgia. Pterogorgia turgida werd in 1834 voor het eerst wetenschappelijk beschreven door Ehrenberg. 